# Fälttåg
Fälttåg, härtåg eller krigståg äldre benämning på en större militär operation då ett lands militära styrkor sattes in i krig mot annan militär styrka för att uppnå ett krigsmål. Historiskt betecknar det även rent bokstavligt en större operation utförd av en specifik här. Numera används uttrycket oftast bildligt, till exempel ett fälttåg mot knarket.